# Bàng Dục
Bàng Dục (chữ Hán: 庞淯, ? - ?), tự Tử Dị, người huyện Biểu Thị, quận Tửu Tuyền, quan viên tập đoàn quân phiệt Tào Tháo cuối đời Đông Hán, đầu đời Tam Quốc.

## Cuộc đời và sự nghiệp
Mẹ Dục là Bàng Nga Thân, liệt nữ nổi tiếng thời bấy giờ.
Ban đầu Dục làm Lương Châu tùng sự, giữ chức Phá Khương trưởng (huyện Phá Khương thuộc quận Kim Thành, Lương Châu). Khi thái thú Vũ Uy Trương Mãnh nổi dậy, giết thứ sử Lương Châu Hàm Đan Thương (209), hạ lệnh giết bất kỳ ai dám đến viếng tang của Thương. Dục nghe tin, bỏ chức, đêm ngày chạy đến, kêu khóc ở nơi Thương bị hại; giắt trủy thủ đi tìm giết Mãnh. Mãnh thấy Dục là nghĩa sĩ, hạ lệnh không được làm hại, vì thế Dục có thể để tang cho Thương.
Sau đó, thái thú Tửu Tuyền Từ Ấp lấy Dục làm Chủ bộ. Bấy giờ cường hào nhân buổi loạn lạc, quen thói giấu diếm số tráng đinh trong hộ tịch để trốn thuế, chống đối chính quyền. Từ Ấp mạnh tay trấn ấp cường hào họ Hoàng trong quận, một thành viên họ Hoàng là Hoàng Ngang ở nơi khác nên thoát được, tập hợp hơn ngàn người bao vây quận thành. Dục bỏ vợ con, trong đêm trèo thành ra ngoài, cầu viện binh ở 2 quận Trương Dịch, Đôn Hoàng. Nhưng 2 quận e ngại bọn cường hào, tìm cớ thoái thác. Dục đòi tự sát, khiến họ cảm động, nhận lời giúp quân, thì thành quận Tửu Tuyền đã vỡ, Từ Ấp bị giết. Dục nhặt xác của Ấp, đưa về Tửu Tuyền, để tang 3 năm. Tào Tháo nghe được việc này, triệu làm Duyện thuộc.
Tào Phi lên ngôi, Dục được bái làm Phụ mã đô úy, thăng thái thú Tây Hải, ban tước Quan nội hầu. Về sau được triệu về, bái làm Trung tán đại phu. Không rõ Dục mất khi nào, con là Bàng Tăng được kế tự.